# 石川達也 (野球)
石川 達也（いしかわ たつや、1998年4月15日 - ）は、神奈川県横浜市都筑区出身のプロ野球選手（投手）。左投右打。読売ジャイアンツ所属。

## 経歴

### プロ入り前
横浜市立下田小学校1年の時に旭リトルで野球を始めた。横浜市立東山田中学校時代は中本牧シニアに所属。
横浜高等学校では1年秋からベンチ入りを果たす。2年夏の神奈川県大会は、決勝の東海大相模戦で先発したが4回3失点で降板。打線も小笠原慎之介に散発7安打に封じられ準優勝に終わった。3年夏は同級生の藤平尚真と左右の二枚看板で予選を勝ち進み、第98回全国高等学校野球選手権大会に出場した。1回戦の東北戦は「5番・右翼手」で先発出場。またリリーフで登板し2回1/3を無失点に抑えた。2回戦の履正社戦では先発し、初回は上々の立ち上がりを見せるが、雷雨で長時間に渡る中断を2回挟んだ間に左肩痛を発症し、1回2/3を投げ5失点を喫し、打線も寺島成輝に抑えられ敗退した。この敗戦がきっかけでプロ志望届は見送り、大学進学を決意する。同学年の藤平の他に、2学年上に淺間大基、髙濱祐仁、渡邊佳明、伊藤将司、1学年下に増田珠、福永奨、2学年下に万波中正、土生翔太がいた。
法政大学では2年春から東京六大学リーグに登板し、2年秋はリリーフとして9試合に登板し3勝を挙げた。3年時は一転して不調で未勝利に終わり、4年の4月には鉄棒トレーニング中に左手首を骨折。秋のリーグ戦で復帰したが1試合の登板に終わった。大学4年間の通算成績は、18試合登板、3勝0敗、防御率2.10。同学年の投手に鈴木昭汰、高田孝一がおり、1学年上に宇草孔基、福田光輝、1学年下にはDeNAでもチームメイトとなる三浦銀二がいた。
2020年10月26日に行われたプロ野球ドラフト会議において、横浜DeNAベイスターズから育成ドラフト1位で指名を受けた。4年時の怪我で登板機会が少なかったことが影響し育成指名となった。11月29日に支度金300万円、年俸340万円（金額は推定）で仮契約を結んだ。背番号は101。

### DeNA時代
2021年は、イースタン・リーグ13試合に登板し、チーム最多となる4勝、防御率2.35の好成績を残したが、故障での離脱もあり支配下選手登録は見送られた。
2022年も、イースタン・リーグではリリーフとして好投を続け、6月21日時点で13試合に救援登板して1勝0敗2セーブを記録。20回1/3を投げて自責点は1点のみの防御率0.44、奪三振率も11.07の好成績を残し、同日、支配下選手登録されることが発表されると、6月23日に正式にNPBから公示された。背番号は95。7月5日に出場選手登録を受けて一軍に合流し、リリーフ投手として待機していたが登板機会が無く、7月14日の広島東洋カープ戦（マツダスタジアム）に先発予定だった東克樹が新型コロナウィルスに感染した影響で急遽石川が先発を任され、プロ初登板・初先発を果たし、2回まで無失点、3回に走者を出し失点したところで降板し（3回途中2失点）、勝敗は付かなかった。最終的にイースタン・リーグでは22試合に登板し、防御率1.10と好成績を残した。一軍では3試合に登板し、防御率8.44と課題を残したが、イースタン・リーグでの活躍ぶりが評価され、2022年イースタン・リーグ優秀選手賞を受賞した。オフに、20万円増となる推定年俸440万円で契約を更改した。
2023年は、開幕一軍入りを果たし、主にビハインドの場面で中継ぎ登板を続けていたが、8月1日の広島戦（マツダ）で先発の今永昇太にアクシデントがあり、5回一死の場面で石川が急遽登板。そのまま打者を抑えてプロ初ホールドを記録した。9月29日の阪神タイガース戦（横浜スタジアム）では、1点リードの満塁のピンチの場面で右のリリーフの宮城滝太とともにワンポイント登板し、宮城の後を受け、二死満塁から佐藤輝明をストレートで空振り三振で抑えた。この試合の勝利でチームはクライマックスシリーズ進出を決め、石川は宮城と共に初めてのお立ち台に上がった。最終的に28試合の登板で勝敗は付かず3ホールド、防御率1.97という成績でチームに貢献し、成長を見せたシーズンとなった。12月2日には背番号を前年まで田中健二朗が15年間にわたって使用していた46に変更することが球団から発表された。12月4日、1160万円増となる推定年俸1600万円で契約を更改した。
2024年も開幕一軍入りを果たし、15試合に登板して防御率1.93を記録する。しかし、5月25日の登板後、翌26日に登録を抹消されてからは一軍に上がる機会を得られず、オフの10月22日に戦力外通告を受けた。育成選手としての再契約を打診されるも自由契約を選んだと報道された。

### 巨人時代
2024年11月15日に読売ジャイアンツが獲得を発表した。背番号は65で、推定年俸はDeNA時代と同じく1600万円となった。
2025年、移籍後初の対外試合登板は春季キャンプ期間中、古巣・DeNA相手の練習試合で、救援で2回無安打無失点2奪三振の好投を見せた。その投球内容から監督の阿部慎之助は「先発も面白いかなって思うくらい、いろんな迷いが生じた」と評価した。長い回を投げた経験の少なさから中継ぎでの起用が計画されていたが、対外試合で好投を続けたことで実際に先発への転向を打診され、複数イニングで起用されるようになる。3月16日、MLB東京シリーズのシカゴ・カブスとのプレシーズンゲームで、2番手として3回無安打無失点、4奪三振の好投を見せ、試合後に監督の阿部は石川の開幕ローテーション入りを明言した。3月30日、開幕3戦目の東京ヤクルトスワローズ戦（東京ドーム）に移籍後初登板・初先発し、5回を被安打3、与四死球2、4奪三振で無失点に抑え、プロ5年目にしてプロ初勝利を挙げた。また、同試合でプロ初安打、初打点を記録するとこれが決勝点となり、投打にわたる活躍であった。ヒーローインタビューでは「野球ってやっぱり楽しいなと思いながら投げてました」と語った。

## 選手としての特徴
ダイナミックな投球フォームから最速150km/hの直球、カットボール、カーブ、ツーシーム、2種類のフォークを投げる。自分のリズムを保ちながらフォームを変えて投げ分け、DeNA在籍時代は三浦大輔監督からも投球術を高く評価されていた。
プロ野球界でも珍しい「左投右打」登録で、横浜高校時代は打撃も良く中軸を任されていた。
2024年シーズンは対右打者が被打率.261に対し、左投手でありながら対左打者は.310と課題を抱えていた。

## 人物・エピソード
愛称は「タツ」、「たっちゃん」。
箸やペンを持つときや、他の球技をやるときなど「野球の球を投げる事」以外はすべて右利きで、野球だけは父の助言で幼い頃から左投げである。
幼少期から地元ベイスターズのファンで、中でも村田修一を応援していた。小学校低学年の頃に球団主催のクルージングイベントに家族で参加し、三浦大輔のリーゼントに触ろうとして「ダメだぞ」と制止されたことがある。
2024年オフのDeNAからの戦力外通告報道時には、戦力外通告を不可解に思うファンから素行不良や不祥事などの戦力外理由の臆測が飛び交ってしまい、石川が自身のInstagramストーリーズを即日更新し、そのような臆測を否定する事態となった。巨人移籍後、DeNA相手に初めて登板した際にはスポーツ紙の取材に対し、「他のチームとやるときよりも気持ちも上がりますし、投げる前は（戦力外を）出したことを後悔させてやろうかなという気持ちでマウンドに上がりました」とDeNAへの反骨心を露わにした。

## 詳細情報

### 年度別投手成績
| 年 度     | 球 団     | 登 板 | 先 発 | 完 投 | 完 封 | 無 四 球 | 勝 利 | 敗 戦 | セ 丨 ブ | ホ 丨 ル ド | 勝 率 | 打 者 | 投 球 回 | 被 安 打 | 被 本 塁 打 | 与 四 球 | 敬 遠 | 与 死 球 | 奪 三 振 | 暴 投 | ボ 丨 ク | 失 点 | 自 責 点 | 防 御 率 | W H I P |
| --------- | --------- | ----- | ----- | ----- | ----- | -------- | ----- | ----- | -------- | ----------- | ----- | ----- | -------- | -------- | ----------- | -------- | ----- | -------- | -------- | ----- | -------- | ----- | -------- | -------- | ------- |
| 2022      | DeNA      | 3     | 1     | 0     | 0     | 0        | 0     | 0     | 0        | 0           | ----  | 28    | 5.1      | 4        | 1           | 7        | 0     | 1        | 3        | 0     | 0        | 5     | 5        | 8.44     | 2.06    |
| 2023      | DeNA      | 28    | 0     | 0     | 0     | 0        | 0     | 0     | 0        | 3           | ----  | 124   | 32.0     | 19       | 2           | 10       | 1     | 2        | 34       | 3     | 0        | 9     | 7        | 1.97     | 0.91    |
| 2024      | DeNA      | 15    | 0     | 0     | 0     | 0        | 0     | 0     | 0        | 2           | ----  | 58    | 14.0     | 15       | 0           | 3        | 0     | 1        | 8        | 0     | 0        | 3     | 3        | 1.93     | 1.29    |
| 通算：3年 | 通算：3年 | 46    | 1     | 0     | 0     | 0        | 0     | 0     | 0        | 5           | ----  | 210   | 51.1     | 38       | 4           | 20       | 1     | 4        | 45       | 3     | 0        | 17    | 15       | 2.63     | 1.13    |

- 2024年度シーズン終了時

### 年度別守備成績
| 年 度 | 球 団 | 投手  | 投手  | 投手  | 投手  | 投手  | 投手     |
| 年 度 | 球 団 | 試 合 | 刺 殺 | 補 殺 | 失 策 | 併 殺 | 守 備 率 |
| ----- | ----- | ----- | ----- | ----- | ----- | ----- | -------- |
| 2022  | DeNA  | 3     | 0     | 1     | 0     | 0     | 1.000    |
| 2023  | DeNA  | 28    | 2     | 4     | 0     | 0     | 1.000    |
| 2024  | DeNA  | 15    | 1     | 3     | 0     | 0     | 1.000    |
| 通算  | 通算  | 46    | 3     | 8     | 0     | 0     | 1.000    |

- 2024年度シーズン終了時

### 記録
初記録
投手記録
- 初登板・初先発登板：2022年7月14日、対広島東洋カープ15回戦（MAZDA Zoom-Zoom スタジアム広島）、2回1/3を2失点で勝敗つかず
- 初奪三振：同上、3回裏にドリュー・アンダーソンから空振り三振
- 初ホールド：2023年8月1日、対広島東洋カープ16回戦（MAZDA Zoom-Zoom スタジアム広島）、5回裏一死に2番手で救援登板、2/3を無失点
- 初勝利・初先発勝利：2025年3月30日、対東京ヤクルトスワローズ3回戦（東京ドーム）、5回無失点[53]

打撃記録
- 初打席：2022年7月14日、対広島東洋カープ15回戦（MAZDA Zoom-Zoom スタジアム広島）、3回表にドリュー・アンダーソンから空振り三振
- 初安打・初打点：2025年3月30日、対東京ヤクルトスワローズ3回戦（東京ドーム）、2回裏に高橋奎二から左前適時打[53]

### 背番号
- 101（2021年[16] - 2022年6月22日）
- 95（2022年6月23日[21] - 2023年）
- 46（2024年[31]）
- 65（2025年[2] - ）